# توماس تشازا
توماس تشازا (بالبولندية: Tomasz Rząsa)‏ (مواليد 11 مارس 1973) هو لاعب كرة قدم. يلعب مع منتخب بولندا لكرة القدم. سبق له أن لعب في كأس العالم لكرة القدم مع منتخب بلاده.

## روابط خارجية
- توماس تشازا على موقع الاتحاد الدولي (مؤرشف)  (الإنجليزية)
- توماس تشازا على موقع الاتحاد الأوربي (الإنجليزية)
- توماس تشازا على موقع قاعدة بيانات كرة القدم.إي يو (الإنجليزية)
- توماس تشازا على موقع ناشيونال فوتبول تيمز (الإنجليزية)